# ماچانگ
ماچانگ (به لاتین: Machang, Kelantan) یک منطقهٔ مسکونی در مالزی است که در کلانتان واقع شده‌است.